# MSV elektronika
MSV elektronika s.r.o. je společnost zabývající se zejména vývojem a výrobou elektronických řídicích a ovládacích systémů a zařízení, světel a informačních systémů především pro drážní aplikace. Firma dále nabízí projektové činnosti, výrobu rozvaděčů a kabelových svazků. Mezi hlavní zákazníky patří i firmy AŽD Praha a CZ LOKO, které jsou zároveň spoluvlastníky. Společnost má okolo 200 zaměstnanců.

## Vývoj
Firma byla založena 22. dubna 1997 se sídlem na Jeremenkově ulici v Bílovci a provozovnou na ulici Butovické ve Studénce. V roce 2006 se firma přesunula do bývalého technologického objektu pošty na ulici Poštovní. V roce 2014 došlo k nákupu vedlejší budovy někdejší kartonážky, která nyní slouží pro výrobu rozvaděčů a kabelových svazků. Další rozvoj nastal v roce 2019, kdy společnost odkoupila vedlejší areál zaniklé pekárny. V budově bývalé kotelny byla v roce 2022 otevřena nová zkušebna, která umožňuje provádět EMC, teplotní a klimatické a optické zkoušky. Hlavní budova pekárny byla přestavěna na nové výrobní prostory elektroniky a slavnostně otevřena 30. května 2024.
Součástí firmy je od roku 2011 i pobočka Jihlava na Pávovské ulici, která se primárně věnuje úpravám řídicích systémů na míru pro nedaleký výrobní závod firmy CZ LOKO.

## Produkty
V oboru kolejové dopravy patří mezi hlavní výrobky stavebnicový řídicí systém pro řízení kolejových vozidel ModuRail, který umožňuje řízení veškerých funkcí hnacích vozidel od základní regulace trakce a pomocných pohonů přes vícenásobné řízení až po automatické vedení vlaku. Pro doplnění tohoto systému firma nabízí barevné displeje, klávesnice, snímače, moduly bezdrátové komunikace, LED světla a další příslušenství. V úzké spolupráci s firmou DAKO-CZ dodává společnost elektronické moduly pro brzdové systémy, především protismyková zařízení různých typů nejen pro hnací vozidla. 
Pro vozidla určená k přepravě cestujících nabízí MSV elektronika kompletní audiovizuální informační systémy, ovládání vnějších i vnitřních dveří, ovládání WC a vodního hospodářství, regulátory topení, zásuvky, atd. Mimo uvedené výrobky poskytuje firma i možnost zakázkového vývoje anebo výroby zákaznické elektroniky.
Dále je v nabídce výroba rozvaděčů a kabelových svazků. Firma poskytuje i kompletní realizace projektů od projekční činností až po servis.